# 雁門駅
雁門駅（がんもんえき、ロシア語: Станция Лесная）は、樺太敷香郡敷香町に存在した樺太セメント工業石灰山軌道の駅である。

## 歴史
- 1943年：樺太セメント工業石灰山軌道古屯駅 - 西山駅間開通により開業。
- 1945年8月：ソ連軍が南樺太へ侵攻・占領[1]。
- 2016年：廃止。

## 隣の駅
樺太セメント工業石灰山軌道
古屯駅 - 雁門駅 - 西山駅
ポベージノーペルヴォマイスコエ線
雁門駅 - 雁門岩駅